# Étrochey
Étrochey település Franciaországban, Côte-d’Or megyében. Lakosainak száma 207 fő (2022. január 1.). Étrochey Pothières, Sainte-Colombe-sur-Seine, Vix, Bouix, Cérilly és Montliot-et-Courcelles községekkel határos.

## Népesség
A település népességének változása:
| Lakosok száma | 178  | 189  | 229  | 238  | 218  | 223  | 226  | 225  | 219  | 207  |
|               | 1968 | 1982 | 1990 | 2006 | 2013 | 2015 | 2017 | 2019 | 2020 | 2022 |